# Stenobothrus derrai
Stenobothrus derrai är en insektsart som beskrevs av Carl Otto Harz 1988. Stenobothrus derrai ingår i släktet Stenobothrus och familjen gräshoppor. Inga underarter finns listade i Catalogue of Life.